# Запасы подземных вод
Запасы подземных вод — объём подземных вод, участвующих в подземном стоке и заполняющих поровое пространство зоны насыщения литосферы. Делятся на естественные запасы и ресурсы и эксплуатационные ресурсы. Естественные запасы подземных вод — объём вод, образованных в течение длительного геологического времени в водоносных горизонтах гидрогеологических структур. Естественные ресурсы — обеспеченный питанием расход подземного потока; постоянно возобновляются в процессе водооборота на Земле; эквивалентны подземному стоку. Эксплуатационные ресурсы соответствуют количеству воды, которое может добываться в единицу времени из водоносного пласта рациональным в технико-экономическом отношении водозабором. Делятся на балансовые и внебалансовые. После разведочных работ запасы подземных вод высокого качества принимаются на баланс государства. Использование этих подземных вод экономически эффективно. Качество воды не изменяется в течение длительного времени. К внебалансовым относятся в основном незначительные запасы подземных вод, но возможно их использование в будущем. 3апасы подземных вод оцениваются по категориям А, В, С1 и С, в зависимости от уровня проведенных разведочных работ, качества воды, направления использования.